# راؤول (ملك فرنسا)
راؤول دوق بورغونيا أو رودولف (ولد عام 890 م - وتوفي في 15 كانون الثاني عام 936م), وهو ملك فرنسا الغربية منذ عام 923م وحتى وفاته.
ورث حكم دوقية بورغونيا من أبيه ريشار دوق بورغونيا.وتزوج من ابنة الملك روبير الأول ولكن لم يرزقوا بأولاد. بعدما قتل أبيه في مبارزة مع شارل الثالث (ابن سلالة ملوك الكارولنجيون). تم اختيار راؤول على ايدي مجلس من النبلاء كملك فرنسا الغربية في 13 تموز عام 923م. واستطاع ان يسجن شارل الثالث في السجن حتى موته.
واجه راؤول العديد من المشاكل عندما اراد أن يفرض حكمه على كل فرنسا الغربية وخاصة في منطقة آكيتين وفي منطقة كتالونيا , كما أنه كان عليه ان يقف في مواجهة النورمان إلى جانب انه خسر خكمه في منطقة بروفنس بالإضافة إلى مشاكله مع الأمراء المحليين في كل ارجاء المملكة اللذين بدأؤوا بصنع عملات نقدية خاصة بهم . توفي راؤول عام 936 م بدون أي وريث. من بعدها قام النبلاء بنقل الحكم إلى لويس الرابع ابن شارل الثالث.

## روابط اضافية
- Raoul comte d'Auxerre, duc de Bourgogne et roi de France